# Jean-François de Canchy
Jean-François de Canchy, né le 30 janvier 1948 à Paris 17e, est un haut fonctionnaire français de la culture. Alain Pompidou le décrit comme « un haut fonctionnaire anticonformiste passionné d'art contemporain ». Le philosophe Yves Michaud le décrit comme un « fonctionnaire culturel du chiraco-gaullisme ».

## Famille
Jean-François du Moustier, Marquis de Canchy est le fils d'Henri du Moustier de Canchy et de Nicole du Plessis d'Argentré. Il est l'arrière petit fils du peintre Henri Gervex. Marié avec Hélène Tenant de la Tour en 1974, il est père de 5 enfants : Marie, Augustin, Adélaïde, Nicolas, Melchior.

## Carrière
Il commence sa carrière en 1970 comme inspecteur au Centre national d'art contemporain en même temps que son ami Alfred Pacquement.
De 1975 à 1976, il est nommé chargé de mission au Musée national d'art moderne, puis exerce successivement les postes de chargé des relations internationales à la présidence du Centre national d'art et de culture Georges Pompidou (1976-83) et chargé de mission à la direction des affaires financières (1984-86) du Centre national d'art et de culture Georges-Pompidou.
En 1986, il est nommé conseiller technique au cabinet de la Secrétaire d’État auprès du Premier ministre, chargée de la Francophonie, Lucette Michaux-Chevry. Il exercera cette fonction jusqu'en 1988 puis deviendra conseiller du président chargé du réaménagement du Centre Georges Pompidou.
En 1993, il rejoint le cabinet de Jacques Toubon, ministre de la Culture et de la Francophonie, où il deviendra son conseiller jusqu'en 1995, puis de Philippe Douste-Blazy, ministre de la Culture de 1995 à 1996.
En 1996, il est nommé délégué aux arts plastiques et président du Centre national des arts plastiques, fonctions qu'il exercera jusqu'en 1998 où il rejoint l'Inspection générale de l'administration des Affaires culturelles comme inspecteur général.
Enfin, il exercera pendant 7 ans la fonction de directeur régional des affaires culturelles Drac d'Ile-de-France de 2003 à 2010 avant de réintégrer le corps de l'Inspection générale de l'administration des Affaires culturelles.
Il prend sa retraite en janvier 2016.

### Nominations
- 11 août 1995 : commissaire du Gouvernement auprès du Centre national d'art et de culture Georges-Pompidou[13].
- 16 juillet 1996 : membres du conseil d'administration de l'Etablissement public du parc de La Villette
- 24 mars 1998 : membre de la commission d'aide à la première exposition
- 17 juin 2001 : membres de la commission permanente de contrôle des sociétés de perception et de répartition des droits
- 24 juillet 2004 : membre du Haut Conseil des musées de France
- 24 décembre 2004 : membre du conseil d'administration de l'Etablissement public de maîtrise d'ouvrage des travaux culturels.
- 10 janvier 2010 : membre du Conseil d’administration de la Fondation Française de l’Ordre de Malte[14].

## Publications
- Implosion rue de Valois, 2023.
- Les fondations à vocation culturelle, Inspection générale des affaires culturelles, 2011.
- Restaurations en Île-de-France 2001-2006, Inspection générale des affaires culturelles, 2008.
- Réhabiliter les édifices métalliques emblématiques du XXe siècle, L'Oeil d'Or, 2008.
- Le Lieu de mémoire, Paris : Direction régionale des affaires culturelles d'Île-de-France, 2005.
- Michelangelo Pistoletto & Pierre di Sciullo, Paris : Direction régionale des affaires culturelles d'Île-de-France, 2004.
- Erik Dietman : Le nez dans le verre - Un verre dans le nez, Paris : Éditions du Regard, 1997.
- État des lieux : commandes publiques en France, 1990-1996, Paris : Éditions du Regard, 1996.
- Panoramas : 1981-1996, la collection du Frac Bretagne, Rennes : FRAC Bretagne, 1997.
- Gervex (1852-1929) - Musee Carnavalet : Paris-Musées, 1992[15].

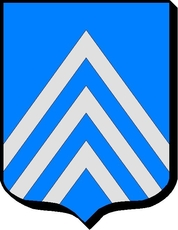
Armes du Moustier : D'azur aux trois chevrons d'argent

## Famille du Moustier de Canchy
Les du Moustier étaient seigneurs de Canchy, près de Bayeux, de Goustranville, de La Motte. Famille confirmée noble en 1581 et membre de l'ANF depuis le 4 juin 1955
En 1697, des lettres d'anoblissement furent délivrées à Thomas du Moustier de Canchy, lieutenant général au bailliage de Caen, maire de Caen. En 1732, un arrêt de maintenue de noblesse fut rendu par le Conseil d'Etat, en faveur de François Gabriel Aimé du Moustier de Canchy, lieutenant général au bailliage de Caen, et un autre, en 1749, pour Michel du Moustier de Canchy, seigneur de Goustranville.
La famille du Moustier de Canchy porte le titre de Marquis

## Décorations
- Chevalier de la Légion d'honneur[19]
- Chevalier de l'ordre des Palmes académiques.
- Commandeur de l'ordre des Arts et des Lettres[20].
- Officier de l'ordre national du Mérite[4],[21].